# Катрусин кінозал
Катру́син кіноза́л — у 1972—1988 рр щотижнева дитяча телепрограма українською мовою на першому каналі українського телебачення (режисер телепрограми Ірина Дніпренко), де ведуча тьотя Катя (Катерина Семенівна Лозовенко) та лялька Катруся (лялькар — Тетяна Луканіна (Трофімова) та акторка Театру ляльок, Заслужена артистка УРСР Олена Клименко) розповідали малюкам казки й історії, вели розмови про шкільні проблеми, дітей та дорослих. А також, як подарунок, в ефірі телепрограми показували 3-4 мультфільми.

## Історія телепередачі
Вперше на екрані тьотя Катя з помічницею — лялькою Катрусею — з'явилися в телепередачі «На добраніч, діти» в 1972 році. Програма настільки припала до душі дітям, що телевізійники вирішили зробити їм окрему передачу. Так з'явився «Катрусин кінозал», який проіснував 15 років (Режисер телепрограми Ірина Дніпренко). Голосом Катрусі з червня 1972 по 1984 говорила Тетяна Луканіна (Трофімова) та з 1984 по 1988 — акторка Театру ляльок Олена Клименко (Заслужена артистка УРСР), яка сиділа поруч за столом з Катериною Лозовенко.
Передача мала величезний успіх, про що красномовно свідчили мішки листів, які надсилали до редакції діти зі всієї України, вказуючи на конвертах: «Київ. Тьоті Каті та Катрусі». Крім листів, юні телеглядачі надсилали малюнки, іграшки та одяг для Катрусі. «Жила» Катруся в редакційній кімнаті. У ляльки навіть була спеціальна вішалка та ящик з одягом.

## Спроби та закриття телепрограми
Однак попри популярність, телепередачу неодноразово намагалися закрити. Закінчилося все тим, що одного разу Катрусю просто вкрали. Катерина Лозовенко, прийшовши на роботу, не знайшла свою іграшкову помічницю. Ляльку намагалися розшукати, але без успіху. Телеглядачам же тітка Катя сказала, що їхня улюблена Катруся захворіла. Трохи пізніше закрили й «Катрусин кінозал». Катерина Лозовенко згадувала, що їй навіть не дали попрощатися з глядачами в ефірі. До редакції посипалися сотні листів з проханням повернути улюблену телепередачу, проте вони залишилися без відповіді.

## Спроба відновити телепрограму
У 1990-х виникла ідея зробити аналог «Катрусиного кінозалу», і Катерина Лозовенко навіть підібрала для проекту нову ляльку. Однак ідея так і залишилася на папері.
Записів «Катрусиного кінозалу» з тіткою Катею та Катрусею не збереглося. Телепередача виходила в прямому ефірі, а в ті роки їх не вважали за потрібне записувати.
21 вересня 2017 року ведуча легендарної української телепередачі Катерина Лозовенко померла.